# Allendorf (Lumda)

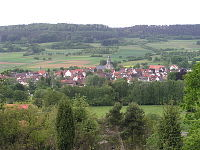
Blick auf Allendorf vom Ziegenberg

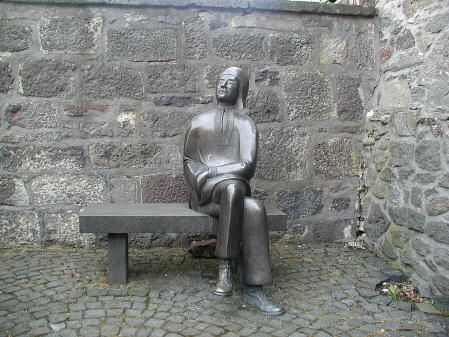
Bärtzebürger-Denkmal in Allendorf

Allendorf (Lumda) (Ausspracheⓘ) ist eine Stadt im mittelhessischen Landkreis Gießen etwa 17 Kilometer nordöstlich der Kreisstadt Gießen und ebenso weit südöstlich der Universitätsstadt Marburg, etwa in der Mitte Hessens. Die amtliche Schreibweise des Gemeindenamens lautet Allendorf (Lumda), der namensgebende Hauptort schreibt sich Allendorf/Lumda.

## Geografie
Allendorf liegt an der Lumda, einem kleinen linken Nebenfluss der Lahn. Umgeben wird die Stadt von Bergen zwischen 320 und knapp 400 m Höhe über NN. Großräumig liegt die Gegend zwischen Lahntal und Vogelsberg.

### Nachbargemeinden
Allendorf grenzt im Norden an die Gemeinde Ebsdorfergrund (Landkreis Marburg-Biedenkopf), im Osten an die Gemeinde Rabenau, im Süden an die Gemeinde Buseck sowie im Westen an die Stadt Staufenberg (alle drei im Landkreis Gießen).

### Stadtgliederung
Allendorf (Lumda) besteht aus den vier Gemarkungen Allendorf/Lumda, Climbach, Nordeck und Winnen. In jeder Gemarkung liegt ein Stadtteil, wobei Nordeck und Winnen miteinander verwachsen sind. Stadtteile ohne eigene Gemarkung finden sich nicht. Für Nordeck und Winnen besteht ein gemeinsamer Ortsbezirk.

## Geschichte

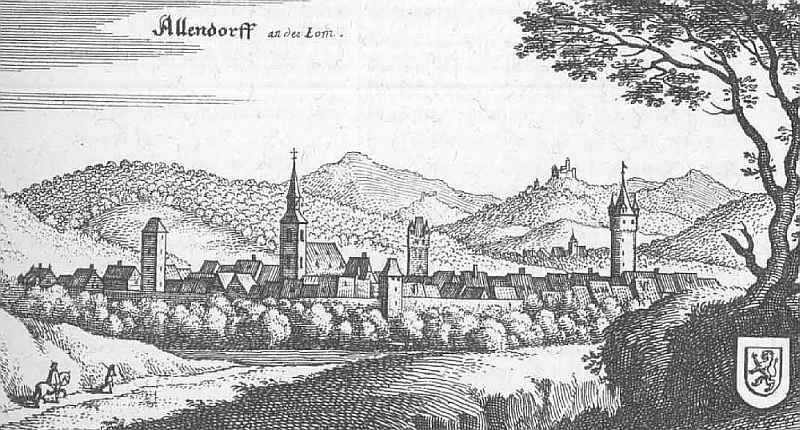
Allendorff an der Lom. – Auszug aus der Topographia Hassiae von Matthäus Merian 1655

### Mittelalter
Zwischen 780 und 802 tauchte der Name „Altenorfa“ in den fuldaischen Kopiaren des Mönches Eberhard auf. Diese Kopiare wurden nach 1155 geschrieben und werden Codex Eberhardi genannt.
Allendorf lag im Oberlahngau, wurde als „villa“ Dorf bezeichnet und gehörte zur „Lantorfere marca“ (Londorfer Mark). Dort schenkte ein gewisser Amwic Güter an das Kloster Fulda. Der Ortsname lässt sich als „alte Siedlung“ oder „Dorf des Aldo“ deuten.
Eine Urkunde von 1312 belegt den Verkauf der Grünberger Bürger Heinrich von Londorf und seiner Angehörigen ihre Güter zu Allertshausen (Rabenau) und „in villa Aldyndorf prope Nordeckin“ (im Dorf Allendorf nahe Nordeck) an das Antoniterkloster Grünberg. Eine genauere Bestimmung, welches Allendorf gemeint sei, enthält auch eine Urkunde von 1396: „der stad Aldindorff an der Lomme“ (Lumda).
1252 überließ Rupert von Heydersheim gegen eine lebenslange Rente dem Kloster Arnsburg Güter zu Allendorf und Mühlbach, einer Wüstung bei Allendorf. 1253 wurde diese Rente von Burg Friedberg und Stadt Friedberg (Hessen) bezeugt.
Um 1300 schenkten der Edle Gumpert und seine Schwestern Kloster Hachborn eine Gülte und zwei Höfe mit Güterbesitz zu Allendorf und erhielten sie auf Lebenszeit zurück.
In der ersten Hälfte des 14. Jahrhunderts ist der Zehnte zu Allendorf eppsteinisches Lehen des Ludwig Schenk zu Schweinsberg.
Im Jahre 1323 wurden dem Ort von Landgraf Otto I. die Marktrechte verliehen. Am 2. März 1370 wurde Allendorf durch Landgraf Heinrich II. zur Stadt erhoben und erhielt Marburger Recht mit Wochenmarkt unter Befreiung von Bede und Schatzung zugunsten des Mauerbaus. Die Befestigung des Ortes sollte die Verbindungswege von Marburg nach Grünberg und von Amöneburg nach Mainz kontrollieren. 1377 wurde die Stadt von Herzog Otto von Braunschweig und Johann von Nassau überfallen und geplündert. Die Einwohner wurden gefangen genommen; 16 Personen starben in den Gefängnissen.

### Neuzeit
Am 3. August 1479 brannte die Stadt einschließlich des Rathauses bis auf wenige Gebäude ab. Die Pest wütete von 1479 bis 1483, 1575, 1628 und 1635 in der Stadt und zog Hungersnöte nach sich. Es folgen noch Ausplünderungen 1636, 1646, Einquartierungen 1639, 1757, 1790 bis 1815, Unwetter 1680, 1829, 1839 und Großbrände 1694, 1706, 1728.
Die Statistisch-topographisch-historische Beschreibung des Großherzogthums Hessen berichtet 1830 über Allendorf:

„Allendorf (L. Bez. Giessen) Stadt; liegt an der Lumda, 3. St von Giessen an der Churhessischen Grenze. Man findet 177 Häuser, 1102 Einw., die bis auf 2 Kath. und 65 Juden evangelisch sind, 1 Kirche, 1 Rathhaus und 5 Mahl- und Oelmühlen. Unter den Handwerkern sind Leineweber und mehrere Tuch- und Teppichmacher, welch letztere härene Fußteppiche verfertigen, und solche zum Theil ins Ausland verkaufen. Jährlich werden 4 Märkte gehalten. – Allendorf existirte schon 786. Der Ort, der zu den ältesten Landgräflichen Besitzungen gehört zu haben scheint, war Anfangs nach Winne im Churhessischen eingepfarrt; aber ein Theil davon, nemlich die Einwohner des ausgegangenen Dorfs Mellebach, die sich hier angebaut hatten, gehörte zur Pfarrei Londorf. Im Jahr 1323 wurde Allendorf von Landgraf Otto mit einem eignen Pfarrer versehen, bei welcher Gelegenheit der Ort als ein Flecken erscheint. Als Stadt kommt Allendorf im Jahr 1370 vor, zu welcher Zeit Landgraf Heinrich II. die dasigen Bürger auf 6 Jahre von Beede, Dienst und Schatzung, unter der Bedingung befreite, daß eine bestimmte Summe zur Bevestigung ihrer Stadtmauern verwendet würde.“

1842 wurde eine Industrieschule eröffnet, 1878 eine Poststelle. 1902 wurde mit der Inbetriebnahme der Lumdatalbahn ein Anschluss ans Eisenbahnnetz hergestellt. 1904 bekam Allendorf eine Wasserleitung und Kanalisation, 1912 Anschluss an das Stromnetz.
Bei den Novemberpogromen 1938 wurde die Synagoge zerstört, das Inventar wurde am folgenden Tag auf dem Festplatz verbrannt. 21 Bürger jüdischen Glaubens wurden in die Vernichtungslager deportiert. Im Zweiten Weltkrieg gab es in Allendorf 85 Gefallene und 56 Vermisste zu beklagen.
1937 wurden die Stadtrechte ausgesetzt; am 20. September 1960 wurden sie Allendorf durch einen Erlass der hessischen Landesregierung wieder förmlich zuerkannt.
1970 wurde das Bürgerhaus Allendorf eingeweiht.

### Seit der Gebietsreform in Hessen
Im Zuge der Gebietsreform in Hessen wurde die bis dahin selbständige Gemeinde Climbach zum 31. Dezember 1971 auf freiwilliger Basis in die Stadt Allendorf (Lumda) eingegliedert.
Die Gemeinde Braunstein, die am 31. Dezember 1970 durch den freiwilligen Zusammenschluss der Gemeinden Nordeck und Winnen entstanden war, wurde am 1. Januar 1977 durch das Gesetz zur Neugliederung des Dillkreises, der Landkreise Gießen und Wetzlar und der Stadt Gießen in die Stadt Allendorf (Lumda) eingegliedert. Sie gehörte(n) bis 1974 zum Landkreis Marburg, bis 1945 zur Provinz Hessen-Nassau.
Am 1. Januar 1975 wurde der Name der Stadt amtlich in Allendorf (Lumda) geändert.
1981 wurde die Lumdatalbahn im Personenverkehr stillgelegt, 1991 im Güterverkehr.
In den letzten Jahren konnte – entgegen dem allgemeinen Trend auch in der Region – ein spürbarer Bevölkerungszuwachs erreicht werden. In jüngster Zeit versucht die Stadt, sich verstärkt im Bereich des Tourismus zu engagieren.

### Verwaltungsgeschichte im Überblick
Die folgende Liste zeigt die Staaten und Verwaltungseinheiten, denen Allendorf (Lumda) angehört(e):
- vor 1349: Heiliges Römisches Reich, Landgrafschaft Hessen, Amt (Nordeck-)Allendorf
- vor 1567 Heiliges Römisches Reich, Landgrafschaft Hessen Amt Allendorf/Lumda[20]
- ab 1567: Heiliges Römisches Reich, Landgrafschaft Hessen-Marburg, Amt Allendorf/Lumda
- 1604–1648: Heiliges Römisches Reich, strittig zwischen Landgrafschaft Hessen-Darmstadt und Landgrafschaft Hessen-Kassel (Hessenkrieg)
- ab 1604: Heiliges Römisches Reich, Landgrafschaft Hessen-Darmstadt, Oberfürstentum Hessen, Amt Allendorf/Lumda[21]
- ab 1806: Großherzogtum Hessen,[Anm. 2] Fürstentum Ober-Hessen, Amt Allendorf/Lumda[22][23]
- ab 1815: Großherzogtum Hessen, Provinz Oberhessen, Amt Allendorf/Lumda[24]
- ab 1821: Großherzogtum Hessen, Provinz Oberhessen, Landratsbezirk Grünberg[Anm. 3]
- ab 1832: Großherzogtum Hessen, Provinz Oberhessen, Kreis Grünberg
- ab 1837: Großherzogtum Hessen, Provinz Oberhessen, Kreis Gießen
- ab 1848: Großherzogtum Hessen, Regierungsbezirk Gießen
- ab 1852: Großherzogtum Hessen, Provinz Oberhessen, Kreis Gießen
- ab 1867: Norddeutscher Bund, Großherzogtum Hessen, Provinz Oberhessen, Kreis Gießen
- ab 1871: Deutsches Reich, Großherzogtum Hessen, Provinz Oberhessen, Kreis Gießen
- ab 1918: Deutsches Reich, Volksstaat Hessen, Provinz Oberhessen, Kreis Gießen
- ab 1938: Deutsches Reich, Volksstaat Hessen, Landkreis Gießen[25]
- ab 1945: Deutsches Reich, Amerikanische Besatzungszone,[Anm. 4] Groß-Hessen, Regierungsbezirk Darmstadt, Landkreis Gießen
- ab 1946: Deutsches Reich, Amerikanische Besatzungszone, Hessen, Regierungsbezirk Darmstadt, Landkreis Gießen
- ab 1949: Bundesrepublik Deutschland, Hessen, Regierungsbezirk Darmstadt, Landkreis Gießen
- ab 1977: Bundesrepublik Deutschland, Hessen, Regierungsbezirk Darmstadt, Lahn-Dill-Kreis
- ab 1979: Bundesrepublik Deutschland, Hessen, Regierungsbezirk Darmstadt, Landkreis Gießen
- ab 1981: Bundesrepublik Deutschland, Hessen, Regierungsbezirk Gießen, Landkreis Gießen

### Recht

#### Materielles Recht
Allendorf gehörte zum Gebiet des Gemeinen Rechts, das hier ohne die Überlagerung von Partikularrecht galt. Dieses behielt seine Geltung auch während der Zugehörigkeit von Allendorf zum Großherzogtum Hessen im 19. Jahrhundert bei, bis es zum 1. Januar 1900 vom einheitlich im ganzen Deutschen Reich geltenden Bürgerlichen Gesetzbuch abgelöst wurde.

#### Gerichtszuständigkeit seit 1803
In der Landgrafschaft Hessen-Darmstadt wurde mit Ausführungsverordnung vom 9. Dezember 1803 das Gerichtswesen neu organisiert. Für die Provinz Oberhessen wurde das „Hofgericht Gießen“ eingerichtet. Es war für normale bürgerliche Streitsachen Gericht der zweiten Instanz, für standesherrliche Familienrechtssachen und Kriminalfälle die erste Instanz. Die Rechtsprechung der ersten Instanz wurde durch die Ämter bzw. Standesherren vorgenommen. Somit war für Allendorf das „Amt Allendorf/Lumda“ zuständig. Nach der Erhebung der Landgrafschaft zum Großherzogtum 1806 wurden die Aufgaben der ersten Instanz 1821 im Rahmen der Trennung von Rechtsprechung und Verwaltung auf die neu geschaffenen Land- bzw. Stadtgerichte übertragen. „Landgericht Gießen“ war daher von 1821 bis 1879 die Bezeichnung für das erstinstanzliche Gericht, das für Allendorf zuständig war.
Anlässlich der Einführung des Gerichtsverfassungsgesetzes am 1. Oktober 1879 wurden die bisherigen Land- und Stadtgerichte im Großherzogtum Hessen aufgehoben und durch Amtsgerichte an gleicher Stelle ersetzt. Ebenso verfuhr man mit den als Obergerichte fungierenden Hofgerichten, deren Funktion nun die neu errichteten Landgerichte übernahmen. Die Bezirke des Stadt- und des Landgerichts Gießen wurden zusammengelegt und bildeten nun gemeinsam mit den vorher zum Landgericht Grünberg gehörigen Orten Allertshausen und Climbach den Bezirk des neu geschaffenen Amtsgerichts Gießen, welches seitdem zum Bezirk des als Obergericht neu errichteten Landgerichts Gießen gehört. Zwischen dem 1. Januar 1977 und 1. August 1979 trug das Gericht den Namen „Amtsgericht Lahn-Gießen“, der mit der Auflösung der Stadt Lahn wieder in „Amtsgericht Gießen“ umbenannt wurde.

## Bevölkerung

### Einwohnerstruktur 2011
Nach den Erhebungen des Zensus 2011 lebten am Stichtag 9. Mai 2011 in Allendorf 4173 Einwohner. Darunter waren 98 (2,3 %) Ausländer, von denen 61 aus dem EU-Ausland, 13 aus anderen europäischen Ländern und 25 aus anderen Staaten kamen. (Bis zum Jahr 2019 erhöhte sich die Ausländerquote auf 3,8 %.) Nach dem Lebensalter waren 756 Einwohner unter 18 Jahren, 1683 zwischen 18 und 49, 933 zwischen 50 und 64 und 801 Einwohner waren älter. Die Einwohner lebten in 1727 Haushalten. Davon waren 426 Singlehaushalte, 532 Paare ohne Kinder und 599 Paare mit Kindern sowie 139 Alleinerziehende und 31 Wohngemeinschaften. In 255 Haushalten lebten ausschließlich Senioren und in 699 Haushaltungen lebten keine Senioren.

### Einwohnerentwicklung
| • 1629: | 152 Bürger, 13 Witwen, 34 Vormünder                                              |
| • 1669: | 592 Seelen                                                                       |
| • 1742: | 005 Geistliche/Beamte, 146 Untertanen, 47 Junge Mannschaften, 13 Beisassen/Juden |
| • 1806: | 1160 Einwohner, 181 Häuser                                                       |
| • 1829: | 1102 Einwohner, 177 Häuser                                                       |
| • 1867: | 1146 Einwohner, 225 Häuser                                                       |

| Allendorf (Lumda): Einwohnerzahlen von 1791 bis 2020 | Allendorf (Lumda): Einwohnerzahlen von 1791 bis 2020 | Allendorf (Lumda): Einwohnerzahlen von 1791 bis 2020 | Allendorf (Lumda): Einwohnerzahlen von 1791 bis 2020 | Allendorf (Lumda): Einwohnerzahlen von 1791 bis 2020 |
| --- | ---------------------------------------------------- | ---------------------------------------------------- | ---------------------------------------------------- | ---------------------------------------------------- |
| Jahr |                                                      |                                                      |                                                      | Einwohner                                            |
| 1791 | 1791                                                 |                                                      | 942                                                  | 942                                                  |
| 1800 | 1800                                                 |                                                      | 1.010                                                | 1.010                                                |
| 1806 | 1806                                                 |                                                      | 1.060                                                | 1.060                                                |
| 1829 | 1829                                                 |                                                      | 1.102                                                | 1.102                                                |
| 1834 | 1834                                                 |                                                      | 1.144                                                | 1.144                                                |
| 1840 | 1840                                                 |                                                      | 1.213                                                | 1.213                                                |
| 1846 | 1846                                                 |                                                      | 1.340                                                | 1.340                                                |
| 1852 | 1852                                                 |                                                      | 1.338                                                | 1.338                                                |
| 1858 | 1858                                                 |                                                      | 1.084                                                | 1.084                                                |
| 1864 | 1864                                                 |                                                      | 1.151                                                | 1.151                                                |
| 1871 | 1871                                                 |                                                      | 1.169                                                | 1.169                                                |
| 1875 | 1875                                                 |                                                      | 1.135                                                | 1.135                                                |
| 1885 | 1885                                                 |                                                      | 1.074                                                | 1.074                                                |
| 1895 | 1895                                                 |                                                      | 1.083                                                | 1.083                                                |
| 1905 | 1905                                                 |                                                      | 1.125                                                | 1.125                                                |
| 1910 | 1910                                                 |                                                      | 1.179                                                | 1.179                                                |
| 1925 | 1925                                                 |                                                      | 1.239                                                | 1.239                                                |
| 1939 | 1939                                                 |                                                      | 1.455                                                | 1.455                                                |
| 1946 | 1946                                                 |                                                      | 2.184                                                | 2.184                                                |
| 1950 | 1950                                                 |                                                      | 2.181                                                | 2.181                                                |
| 1956 | 1956                                                 |                                                      | 1.999                                                | 1.999                                                |
| 1961 | 1961                                                 |                                                      | 2.049                                                | 2.049                                                |
| 1967 | 1967                                                 |                                                      | 2.169                                                | 2.169                                                |
| 1972 | 1972                                                 |                                                      | 2.622                                                | 2.622                                                |
| 1975 | 1975                                                 |                                                      | 3.463                                                | 3.463                                                |
| 1980 | 1980                                                 |                                                      | 3.527                                                | 3.527                                                |
| 1985 | 1985                                                 |                                                      | 3.464                                                | 3.464                                                |
| 1990 | 1990                                                 |                                                      | 3.731                                                | 3.731                                                |
| 1995 | 1995                                                 |                                                      | 4.057                                                | 4.057                                                |
| 2000 | 2000                                                 |                                                      | 4.130                                                | 4.130                                                |
| 2005 | 2005                                                 |                                                      | 4.111                                                | 4.111                                                |
| 2010 | 2010                                                 |                                                      | 4.061                                                | 4.061                                                |
| 2011 | 2011                                                 |                                                      | 4.173                                                | 4.173                                                |
| 2015 | 2015                                                 |                                                      | 4.089                                                | 4.089                                                |
| 2020 | 2020                                                 |                                                      | 4.034                                                | 4.034                                                |
| Datenquelle: Historisches Gemeindeverzeichnis für Hessen: Die Bevölkerung der Gemeinden 1834 bis 1967. Wiesbaden: Hessisches Statistisches Landesamt, 1968. Weitere Quellen: LAGIS 1972: ab 1975: Zensus 2011 Ab 1972 einschließlich der im Zuge der Gebietsreform in Hessen eingegliederten Orte. |                                                      |                                                      |                                                      |                                                      |

### Historische Erwerbstätigkeit
| • 1961: | Erwerbspersonen: 217 Land- und Forstwirtschaft, 474 Produzierendes Gewerbe, 160 Handel, Verkehr und Nachrichtenübermittlung, 134 Dienstleistungen und Sonstiges. |

### Religion
Stärkste Glaubensgemeinschaft ist die Evangelische Kirche. Das Stadtgebiet gehört zwei verschiedenen Landeskirchen an: Während die Kernstadt und Climbach zur Evangelischen Kirche in Hessen und Nassau (EKHN) gehören, zählen die Stadtteile Nordeck und Winnen zur Evangelischen Kirche von Kurhessen-Waldeck.
Im Jahre 1875 entstand aufgrund der zwangsverordneten Union zwischen der Lutherischen Kirche und der reformierten Tradition zu einer Kirche die Evangelisch-Lutherische Zionsgemeinde Allendorf, da sie ihr lutherisches Bekenntnis, Verfassung und Gottesdienst uneingeschränkt beibehalten wollte. Die Evangelisch-Lutherische Zionsgemeinde Allendorf gehört zum Kirchenbezirk Hessen-Süd der Selbständigen Evangelisch-Lutherischen Kirche. Diese Kirchengemeinde ist bis heute ein wichtiger Teil des religiösen Lebens in der Stadt.
Die katholischen Christen der Stadt (unter 10 % der Bevölkerung) gehören zur Pfarrei in Londorf (St. Franziskus). Diese gehört zum Bistum Mainz und betreut die Gläubigen in Nordeck und Winnen mit, die eigentlich nicht zum Bistum gehören. Dies erklärt sich daraus, dass die beiden Stadtteile ursprünglich Teil von Kurhessen (Landkreis Marburg) waren und erst 1974 zum Landkreis Gießen kamen.
Andere Religionsgemeinschaften spielen in Allendorf (Lumda) eine untergeordnete Rolle.
Konfessionsstatistik
| Quelle: Historisches Ortslexikon |                                                                                                |
| • 1830:                          | 1035 evangelische, zwei katholische, 65 jüdische Einwohner                                     |
| • 1895:                          | 968 evangelische, zehn katholische, 62 jüdische Einwohner                                      |
| • 1961:                          | 1693 evangelische, 328 römisch-katholische Einwohner                                           |
| • 1987:                          | 2739 evangelische (= 77,09 %), 436 katholische (= 12,17 %), 378 sonstige (= 10,54 %) Einwohner |
| • 2011:                          | 2740 evangelische (= 65,8 %), 444 katholische (= 10,4 %), 989 sonstige (= 23,8 %) Einwohner    |

## Politik

### Stadtverordnetenversammlung
Die Kommunalwahl am 14. März 2021 lieferte folgendes Ergebnis, in Vergleich gesetzt zu früheren Kommunalwahlen:
| Sitzverteilung in der Stadtverordnetenversammlung 2021Insgesamt 23 Sitze - SPD: 5 - Grüne: 4 - BfA/FDP: 4 - FW: 6 - CDU: 4 | Parteien und Wählergemeinschaften | Parteien und Wählergemeinschaften                       | 2021  | 2021  | 2016  | 2016  | 2011  | 2011  | 2006  | 2006  | 2001  | 2001  |
| Sitzverteilung in der Stadtverordnetenversammlung 2021Insgesamt 23 Sitze - SPD: 5 - Grüne: 4 - BfA/FDP: 4 - FW: 6 - CDU: 4 | Parteien und Wählergemeinschaften | Parteien und Wählergemeinschaften                       | %     | Sitze | %     | Sitze | %     | Sitze | %     | Sitze | %     | Sitze |
| Sitzverteilung in der Stadtverordnetenversammlung 2021Insgesamt 23 Sitze - SPD: 5 - Grüne: 4 - BfA/FDP: 4 - FW: 6 - CDU: 4 | FW                                | Freie Wähler Allendorf (Lumda) a                        | 27,0  | 6     | 32,3  | 7     | 22,3  | 5     | 29,7  | 7     | 28,0  | 6     |
| Sitzverteilung in der Stadtverordnetenversammlung 2021Insgesamt 23 Sitze - SPD: 5 - Grüne: 4 - BfA/FDP: 4 - FW: 6 - CDU: 4 | SPD                               | Sozialdemokratische Partei Deutschlands                 | 21,7  | 5     | 23,5  | 5     | 33,4  | 8     | 35,5  | 8     | 37,0  | 9     |
| Sitzverteilung in der Stadtverordnetenversammlung 2021Insgesamt 23 Sitze - SPD: 5 - Grüne: 4 - BfA/FDP: 4 - FW: 6 - CDU: 4 | CDU                               | Christlich Demokratische Union Deutschlands             | 19,1  | 4     | 16,3  | 4     | 22,0  | 5     | 22,8  | 5     | 24,4  | 6     |
| Sitzverteilung in der Stadtverordnetenversammlung 2021Insgesamt 23 Sitze - SPD: 5 - Grüne: 4 - BfA/FDP: 4 - FW: 6 - CDU: 4 | Grüne                             | Bündnis 90/Die Grünen                                   | 16,5  | 4     | 12,2  | 3     | 10,3  | 2     | —     | —     | —     | —     |
| Sitzverteilung in der Stadtverordnetenversammlung 2021Insgesamt 23 Sitze - SPD: 5 - Grüne: 4 - BfA/FDP: 4 - FW: 6 - CDU: 4 | BfA/FDP                           | Bürger für Allendorf (Lumda)/Freie Demokratische Partei | 15,8  | 4     | 15,6  | 4     | 12,0  | 3     | 12,0  | 3     | 10,6  | 2     |
| Sitzverteilung in der Stadtverordnetenversammlung 2021Insgesamt 23 Sitze - SPD: 5 - Grüne: 4 - BfA/FDP: 4 - FW: 6 - CDU: 4 | Gesamt                            | Gesamt                                                  | 100,0 | 23    | 100,0 | 23    | 100,0 | 23    | 100,0 | 23    | 100,0 | 23    |
| Sitzverteilung in der Stadtverordnetenversammlung 2021Insgesamt 23 Sitze - SPD: 5 - Grüne: 4 - BfA/FDP: 4 - FW: 6 - CDU: 4 | Ungültige Stimmen in %            | Ungültige Stimmen in %                                  | 1,9   | —     | 3,2   | —     | 3,8   | —     | 3,0   | —     | 2,3   | —     |
| Sitzverteilung in der Stadtverordnetenversammlung 2021Insgesamt 23 Sitze - SPD: 5 - Grüne: 4 - BfA/FDP: 4 - FW: 6 - CDU: 4 | Wahlbeteiligung in %              | Wahlbeteiligung in %                                    | 64,6  | 64,6  | 62,5  | 62,5  | 66,9  | 66,9  | 53,7  | 53,7  | 64,9  | 64,9  |

Als untergeordnete Ebene existieren zwei Ortsbeiräte: Einer für Climbach und einer gemeinsam für Nordeck und Winnen. Die Ortsvorsteher in Climbach und Nordeck-Winnen werden von der SPD gestellt.

### Bürgermeister
Nach der hessischen Kommunalverfassung wird der Bürgermeister für eine sechsjährige Amtszeit gewählt, seit dem Jahr 1993 in einer Direktwahl. Er ist Vorsitzender des Magistrats, dem in der Stadt Allendorf neben dem Bürgermeister ehrenamtlich ein Erster Stadtrat und sechs weitere Stadträte angehören. Bürgermeister ist seit dem 1. Juli 2023 Sebastian Schwarz (SPD). Er setzte sich am 12. Februar 2023 im ersten Wahlgang gegen den bisherigen Amtsinhaber Thomas Benz (FW), der sich um eine zweite Amtszeit beworben hatte, bei 63,6 Prozent Wahlbeteiligung mit 54,4 Prozent der Stimmen durch.
Amtszeiten der Bürgermeister
- 2023–2029 Sebastian Schwarz (SPD)[38]
- 2017–2023 Thomas Benz (FW)
- 2011–2017 Annette Bergen-Krause (SPD)[42]
- 1996–2011 Horst Hormann
- 1984–1995 Michael Kranixfeld (SPD) (1945–2022)[43]

| Jahr | Wahlbeteiligung in % | Kandidaten            | Partei  | Stimmen in % |
| ---- | -------------------- | --------------------- | ------- | ------------ |
| 2023 | 63,6                 | Sebastian Schwarz     | SPD     | 54,4         |
| 2023 | 63,6                 | Thomas Benz           | FW      | 45,6         |
| 2017 | 66,2                 | Thomas Benz           | FW      | 50,7         |
| 2017 | 66,2                 | Annette Bergen-Krause | SPD     | 49,3         |
| 2011 | 62,9                 | Annette Bergen-Krause | SPD     | 52,2         |
| 2011 | 62,9                 | Dieter Georg Hilbert  |         | 47,8         |
| 2007 | 49,0                 | Horst Hormann         |         | 77,6         |
| 2001 | 71,0                 | Horst Hormann         |         | 75,3         |
| 2001 | 71,0                 | Sylke Schäfer         | BFA/FDP | 06,6         |
| 2001 | 71,0                 | Bernd Klein           | SPD     | 18,1         |
| 1995 | 80,5                 | Horst Hormann         | FWG     | 57,2         |
| 1995 | 80,5                 | Dieter Georg Hilbert  | SPD     | 42,8         |

### Ortsbeiräte
Es bestehen je ein Ortsbezirk für Climbach und den Ortsteil Nordeck-Winnen mit Ortsbeirat und Ortsvorsteher, nach Maßgabe der §§ 81 und 82 HGO und des Kommunalwahlgesetzes in der jeweils gültigen Fassung gebildet.
Die Ortsbezirke sind durch das Gebiet der ehemaligen Gemeinden abgegrenzt und bestehen aus fünf Mitgliedern.
Die Wahl der Ortsbeiräte erfolgt im Rahmen der Kommunalwahlen. Der Ortsbeirat wählt eines seiner Mitglieder zum Ortsvorsteher bzw. zur Ortsvorsteherin. Zur Zusammensetzung siehe die jeweiligen Stadtteile.

### Wappen und Flagge

#### Wappen
| Wappen von Allendorf (Lumda) | Blasonierung: „In Schild mit schwarzem Schildbord ein goldbekrönter und goldbewehrter, viermal rot/silber gestreifter Löwe auf Blau.“ |
| Wappen von Allendorf (Lumda) | Das Wappen wurde in der Vergangenheit sehr oft verändert, zeigte jedoch stets den hessischen Löwen. Die aktuelle Version wurde durch den Heraldiker Heinz Ritt gestaltet, ist seit 1982 in Gebrauch und wurde am 26. Mai 1988 durch das Hessische Innenministerium genehmigt. Zuvor wurde ein Wappen geführt, das einen in den Stadtfarben von Allendorf (Lumda) blau-schwarz gestreiften, nach links blickenden, Löwen auf weißem Feld zeigte. |

#### Flagge
Zusammen mit dem Wappen wurde auch eine Flagge genehmigt.
Flaggenbeschreibung: „Auf blauer Flaggenbahn, begleitet von schwarzen Randstreifen, die von der mittleren Flaggenbahn durch je einen silbernen Streifen abgetrennt sind, in der oberen Hälfte das Stadtwappen.“
Die Farben der Stadt sind Blau und Schwarz.

### Städtepartnerschaften
- Nouvion-sur-Meuse in Frankreich
- Allendorf in Thüringen
- Gołańcz in Polen seit 2017

## Kultur und Sehenswürdigkeiten
- Stadtbibliothek

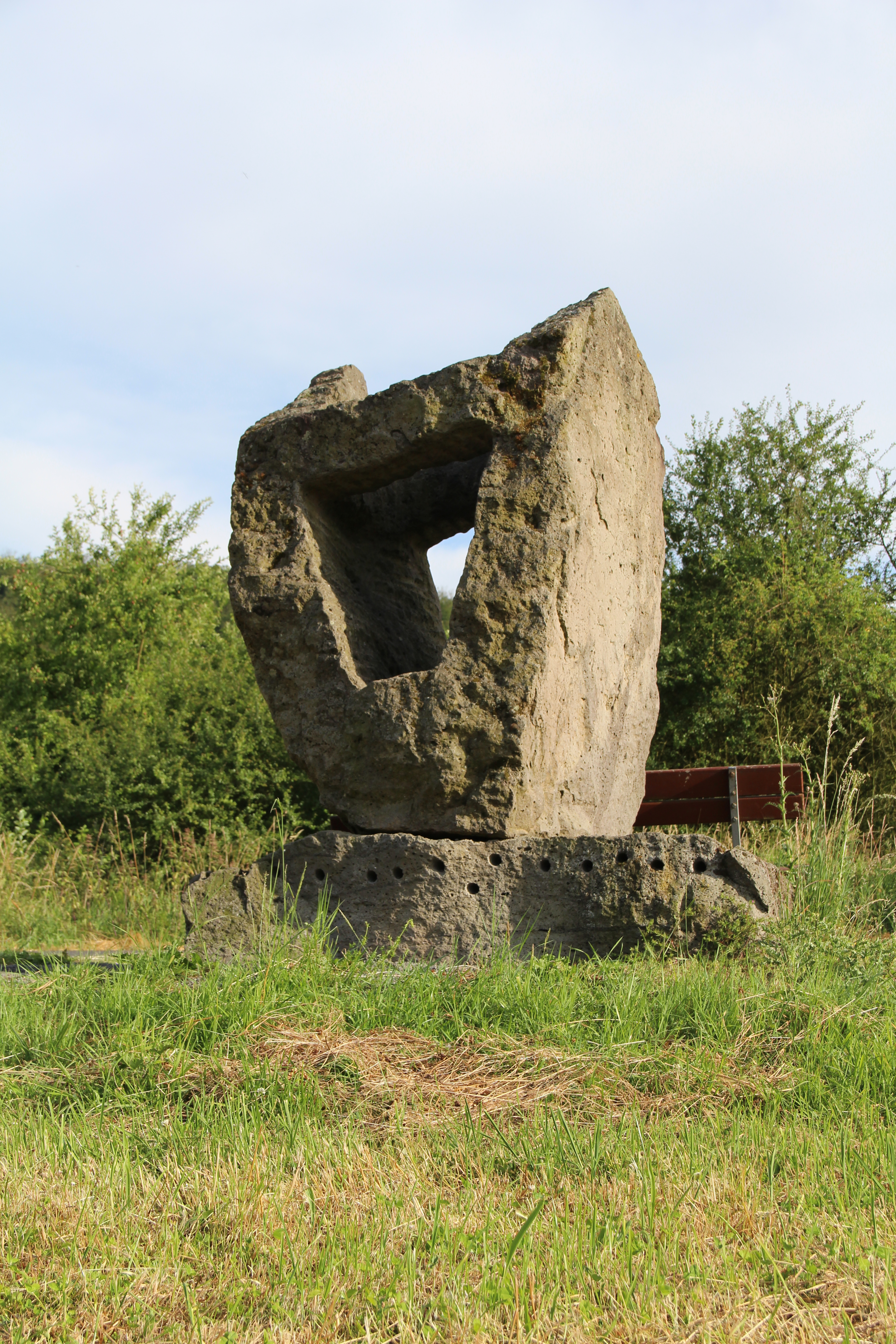
Basaltskulpturen entlang des Radwanderweges Lumda–Wieseck

- Künstlerhof Arnold mit Ausstellungen und historischen Werkstätten
- Heimatmuseum Kirchstraße (öffnet jeweils am 1. Sonntag des Monats; sonst nach Vereinbarung)
- 1950er-Jahre-Museum gegenüber vom Heimatmuseum (Kirchstraße)
- Stadtturm und Reste der Stadtmauer
- Evangelische Kirche (Allendorf/Lumda)
- Evangelische Kirche Climbach
- Evangelische Kirche Winnen
- Zionskirche (Allendorf/Lumda) (SELK)
- Jüdische Friedhöfe in der Kernstadt und im Ortsteil Nordeck (Jüdischer Friedhof Allendorf (Lumda))
- Burg Nordeck mit Nordecker Burgkapelle
- Wasserturm Climbach
- Fachwerk-Altstadt
- Quarzitabris am Totenberg mit paläolithischen Werkzeugfunden
- Ringwall am Totenberg mit Artefaktfunden unterschiedlicher Zeitstellung zwischen Mesolithikum und Mittelalter[46]
- Kunstweg Lumdatal: Basaltskulpturen entlang des Radwanderweg Lumda-Wieseck
- Schulbauernhof Tannenhof

### Museen
- Heimatmuseum, Kirchstraße mit Ausstellungsteilen im Stadtturm und im Künstlerhof Arnold
- 50er-Jahre-Museum, Kirchstraße

### Vereinsleben
Charakteristisch ist das rege Vereinsleben für die kleine Stadt. Fast alle Bürger – gleich welchen Alters – sind in mehreren Vereinen tätig. Auf 100 Bürger kommen ca. 1,2 Vereine.
Alle Sparten sind hierbei vertreten: von Heimatgeschichte (Heimatverein) über Ortsbildpflege (DenkMal Altstadt) bis zu den Landfrauen; von Sport (mehrere Vereine) über die Musik (ebenfalls zahlreiche Vereine) bis zum Tierschutz (IG Tierschutz in Mittelhessen e. V.). Besonders exotisch: der Knoblauchklub.
Besonders erfolgreich sind der Kegelverein (er stellt unter anderem eine Junioren-Weltmeisterin) und der Spielmannszug der Freiwilligen Feuerwehr, der bereits zahlreiche Titel bis hin zur Deutschen Meisterschaft (unter anderem 2005) sammeln konnte.

### Regelmäßige Veranstaltungen
Jährlich im November wird der historische Nikelsmarkt (seit weit über 600 Jahren) abgehalten, der alljährlich viele Tausend Besucher anzieht.
Im August findet in Zusammenarbeit mit Rabenau und Staufenberg der „Autofreie Sonntag im Lumdatal“ statt. Auch diese Veranstaltung erfreut sich großer Beliebtheit.
Jährlich um den letzten Sonntag im Juli wird das wohl bedeutendste Volksfest auf dem Festplatz der Kernstadt gefeiert, die Allendorfer Kirmes. Veranstalter ist die Burschenschaft, seit 1976 als eingetragener Verein.

### Kulinarische Spezialitäten
Die traditionelle Küche der Region besteht aus einfachen und sehr nahrhaften Gerichten. Fleisch war auf dem Tisch der einfachen Bürger eine Seltenheit. Wichtige Zutat zu den meisten Hauptgerichten war die Kartoffel, die sich heute noch in den traditionellen und noch immer gern gegessenen Gerichten wie dem „Schalet“ und dem „Lohkuchen“ (im Stadtteil Climbach »Schmierschelkuchen« genannt) wiederfindet.
Große Bedeutung haben auch Getreide und Obst. Die „Hessische Nationalfrucht“ (Apfel) ist auch heute auf zahllosen Streuobstwiesen zu finden. Der Apfel wird zu Apfelwein und Apfelsaft verarbeitet und als Koch- und Backzutat verwendet.

## Wirtschaft und Infrastruktur

### Flächennutzung
Das Gemeindegebiet umfasst eine Gesamtfläche von 2201 Hektar, davon entfallen in ha auf:
| Nutzungsart             | Nutzungsart             | 2011 | 2015 |
| ----------------------- | ----------------------- | ---- | ---- |
| Gebäude- und Freifläche | Gebäude- und Freifläche | 138  | 139  |
| davon                   | Wohnen                  | 99   | 98   |
|                         | Gewerbe                 | 4    | 5    |
| Betriebsfläche          | Betriebsfläche          | 19   | 19   |
| davon                   | Abbauland               | 9    | 9    |
| Erholungsfläche         | Erholungsfläche         | 17   | 17   |
| davon                   | Grünanlage              | 12   | 13   |
| Verkehrsfläche          | Verkehrsfläche          | 125  | 125  |
| Landwirtschaftsfläche   | Landwirtschaftsfläche   | 1045 | 1044 |
| davon                   | Moor                    | 0    | 0    |
|                         | Heide                   | 0    | 0    |
| Waldfläche              | Waldfläche              | 825  | 824  |
| Wasserfläche            | Wasserfläche            | 19   | 19   |
| Sonstige Nutzung        | Sonstige Nutzung        | 14   | 14   |

### Wirtschaftsstruktur
Die Wirtschaft von Allendorf (Lumda) ist geprägt durch kleine Betriebe. In den letzten Jahren zeigte sich eine deutliche Orientierung hin zu EDV und Werbung. Das Handwerk ist weiterhin stark präsent, während der Anteil der Landwirtschaft stetig abgenommen hat. Eine deutliche Veränderung von zahlreichen Kleinbetrieben hin zu wenigen großen Betrieben ist festzustellen.
Die Nahversorgung ist in der Kernstadt gewährleistet, für Waren des mittel- und langfristigen Bedarfs wird vor allem Gießen aufgesucht.

### Verkehr

#### Schienenverkehr
Allendorf liegt an der Lumdatalbahn, die früher von Gießen kommend im Bahnhof Lollar von der Main-Weser-Bahn abzweigte und über Staufenberg, Allendorf und Londorf bis Grünberg verkehrte und dort in die nach Bahnstrecke Gießen–Fulda mündete. Die Strecke zwischen Londorf und Grünberg wurde jedoch bereits 1965 stillgelegt, der Personenverkehr im westlichen Abschnitt nach Lollar/Gießen 1981 eingestellt. Im Güterverkehr wurde bis 1990 gefahren. Die nächsten heute noch betriebenen Bahnhöfe befinden sich in Lollar, Grünberg und Gießen.

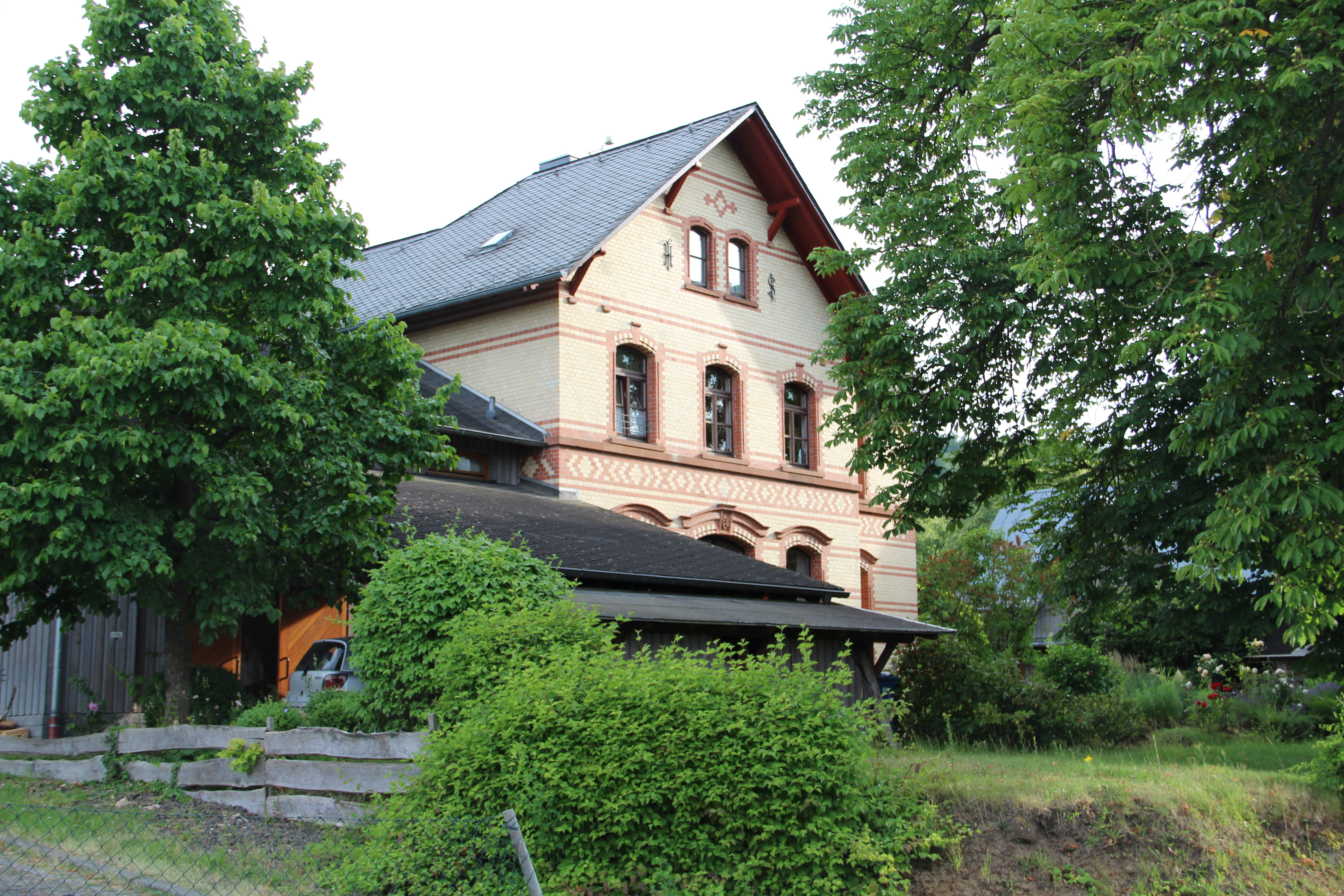
Ehemaliges Bahnhofsgebäude

##### Bahnhof Allendorf (Lumda)
Der zweigleisige Bahnhof Allendorf (Lumda) wurde mit der Eröffnung des Streckenabschnitts Londorf–Lollar am 1. Juni 1902 eröffnet. In den 1970er Jahren wurde Gleis 3, welches für Zugkreuzungen zur Verfügung stand und auch am Bahnsteig lag, abgetragen. Für den Güterverkehr wurde in den 1980er Jahren ein Nebengleis modernisiert. Das Empfangsgebäude ist noch im Ursprungszustand erhalten und befindet sich heute in Privatbesitz.

#### Straßenverkehr
Allendorf liegt nur einige Kilometer nördlich des Reiskirchener Autobahndreiecks. Über die Auffahrten Reiskirchen oder Grünberg besteht Anschluss an die A 5, an die A 485 und an die A 45 in alle Richtungen. Über Staufenberg gelangt man auf die B 3 in Richtung Marburg und Kassel.

### Öffentliche Einrichtungen

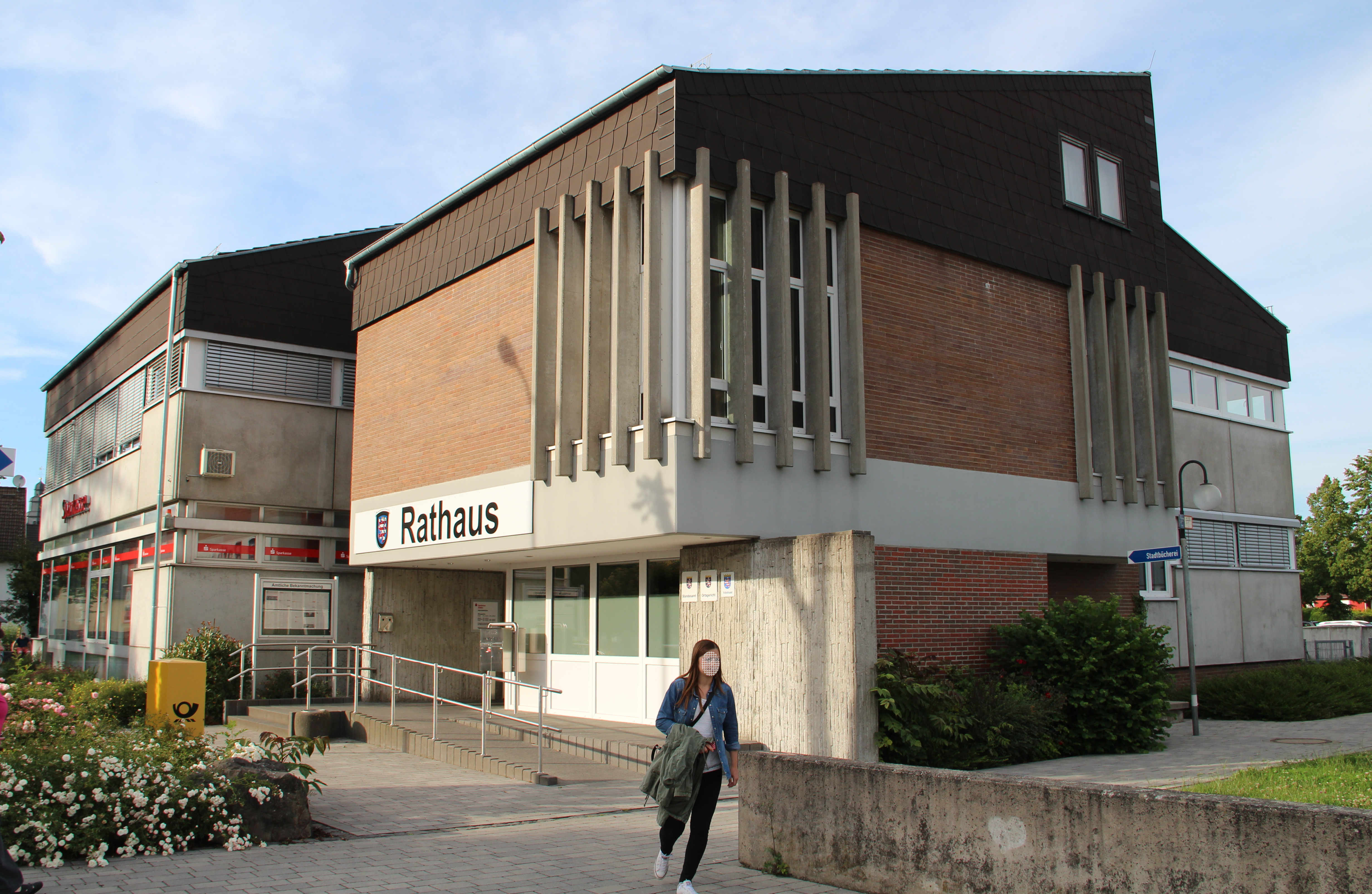
Rathaus

- Bürgerhäuser in den Stadtteilen Allendorf, Climbach und Nordeck
- Kindergärten in den Stadtteilen Allendorf und Nordeck

### Bildungseinrichtungen
- Grundschule Allendorf (Lumda), seit 2005 „Schule am Eulenturm“
- CBES Standort Allendorf (ehemals Gesamtschule Lumdatal), bis Klasse 10
- Landschulheim Burg Nordeck e. V.
- Kindergärten in Allendorf und Nordeck

### Freizeit- und Sportanlagen
- Hallenbad des Landschulheims Burg Nordeck
- Sportplätze in den Stadtteilen Allendorf, Nordeck und Climbach
- Turnhallen
- Kegelbahnen im Bürgerhaus Allendorf (4 Bahnen)
- Kegelbahnen im Bürgerhaus Nordeck (2 Bahnen)
- Tennisplätze (Vereinseigene Anlage des Tennisclub 1972 e. V.)
- Schießstand
- Rundwanderweg um das Stadtgebiet
- Radwanderweg Lumda-Wieseck (45 km)

## Persönlichkeiten
- Johann Daniel Müller (1721–1794), Theologe, Schriftsteller und Dichter
- Johann Michael Müller (1723–1777), Architekt, Baumeister, Hochschullehrer und Mathematiker
- Friedrich Christoph Müller (1751–1808), Theologe und Kartograph
- Heinemann Stern (1878–1957), aus einer jüdischen Familie in Nordeck, Schulleiter in Berlin
- Wilhelm Heidwolf Arnold (1897–1984), Bildhauer
- Hans Eckstein (1898–1985), Publizist, Designtheoretiker und Museumsleiter